# Janet Wanja
Janet Wanja (Nairobi, Kenia; 24 de febrero de 1984 - 26 de diciembre de 2024) fue una jugadora de voleibol keniata que jugó en la posición de colocadora.

## Carrera

### Club
Jugó en los equipos Kenya Commercial Bank SC, Kenya Pipeline y Malkia Strikers.

### Selección nacional
Representó a Kenia en los Juegos Olímpicos de Atenas 2004 y ganó el Campeonato Africano de Voleibol Femenino de 2007 en Kenia.

## Muerte
Janet fue diagnosticada con cáncer de vesícula, enfermedad de la cual murió el 26 de diciembre de 2024 a los cuarenta años.